# Łódzkie Spotkania z Piosenką Żeglarską Kubryk
Łódzkich Spotkań z Piosenką Żeglarską „Kubryk” – coroczny festiwal szantowy organizowany w maju w Łodzi przez Akademicki Klub Żeglarski w Łodzi oraz, niegdyś przez Studencki Teatr Satyry „Cytryna” a od 1991 Łódzki Dom Kultury. W styczniu 2013 roku powstała Fundacja Kubryk, zostając jednym z organizatorów festiwalu.
Pierwsza edycja odbyła się w roku 1985 z inicjatywy członków zespołu szantowego Cztery Refy (do dziś pełniących funkcję gospodarzy imprezy), od tego czasu Kubryk odbył się już 26 razy. Stałym elementem festiwalu jest jego prowadzący, Andrzej Śmigielski.
W ciągu lat imprezę swoimi występami (na scenie Łódzkiego Domu Kultury lub powiązanej z festiwalem scenie w Porcie Jachtowym Maruś w Smardzewicach nad Zalewem Sulejowskim) uświetnili wczołowi przedstawiciele polskiej muzyki szantowej. Grali tu m.in. Ryczące Dwudziestki, Mechanicy Shanty, Sąsiedzi, Pchnąć W Tę Łódź Jeża, North Cape, Zejman & Garkumpel, Perły i Łotry, Stara Kuźnia, Banana Boat, Jerzy Porębski.